# EHF Challenge Cup der Frauen 2009/10
Am EHF Challenge Cup 2009/10 nahmen 34 Handball-Vereinsmannschaften teil, die sich in der vorangegangenen Saison in ihren Heimatländern für den Wettbewerb qualifiziert hatten. Es war die 10. Austragung des Challenge Cups unter diesem Namen. Die Pokalspiele begannen am 3. Oktober 2009, das Rückrundenfinale fand am 23. Mai 2010 statt. Titelverteidiger des EHF Challenge Cups war der französische Verein  HBC Nîmes . Der Titelgewinner in der Saison war der deutsche Verein  Buxtehuder SV .

## Viertelfinale
Es nahmen die 8 Sieger des Achtelfinales teil. Die Spiele fanden vom 13. – 21. März 2010 statt.

### Qualifizierte Teams
| - E.S Besancon Feminin - Frisch Auf Göppingen - Buxtehuder SV - Fram | - HC Metalurg - Bizztravel Dalfsen - Vistal Laczpol Gdansk - Podatkova-Istil |

### Ausgeloste Spiele & Ergebnisse
| Mannschaft 1       | Mannschaft 2          | Hinspiel                 | Rückspiel               | Gesamt  |
| ------------------ | --------------------- | ------------------------ | ----------------------- | ------- |
| Bizztravel Dalfsen | Vistal Laczpol Gdansk | 14.03.10                 | 20.03.10                | 48 : 56 |
| Bizztravel Dalfsen | Vistal Laczpol Gdansk | 26 : 25 (11 : 15)        | 22 : 31 (11 : 12)       | 48 : 56 |
| Bizztravel Dalfsen | Vistal Laczpol Gdansk | Dalfsen 700 Zuschauer    | Gdansk 2200 Zuschauer   | 48 : 56 |
| Buxtehuder SV      | E.S Besancon Feminin  | 13.03.10                 | 21.03.10                | 63 : 42 |
| Buxtehuder SV      | E.S Besancon Feminin  | 37 : 14 (17 : 6)         | 26 : 28 (10 : 10)       | 63 : 42 |
| Buxtehuder SV      | E.S Besancon Feminin  | Buxtehude 1500 Zuschauer | Besancon 1500 Zuschauer | 63 : 42 |
| Podatkova-Istil    | Frisch Auf Göppingen  | 19.03.10                 | 21.03.10                | 43 : 69 |
| Podatkova-Istil    | Frisch Auf Göppingen  | 16 : 42 (8 : 20)         | 27 : 27 (10 : 16)       | 43 : 69 |
| Podatkova-Istil    | Frisch Auf Göppingen  | Wernau 400 Zuschauer     | Göppingen 500 Zuschauer | 43 : 69 |
| Fram               | HC Metalurg           | 13.03.10                 | 14.03.10                | 44 : 47 |
| Fram               | HC Metalurg           | 29 : 26 (14 : 13)        | 15 : 21 (6 : 8)         | 44 : 47 |
| Fram               | HC Metalurg           | Skopje 800 Zuschauer     | Skopje 800 Zuschauer    | 44 : 47 |

## Halbfinale
Es nahmen die 4 Sieger aus dem Viertelfinale teil. Die Spiele fanden vom 10. April bis 2. Mai 2010 statt.

### Qualifizierte Teams
| - Frisch Auf Göppingen - Buxtehuder SV | - HC Metalurg - Vistal Laczpol Gdansk |

### Ausgeloste Spiele & Ergebnisse
| Mannschaft 1         | Mannschaft 2          | Hinspiel                | Rückspiel                | Gesamt  |
| -------------------- | --------------------- | ----------------------- | ------------------------ | ------- |
| Frisch Auf Göppingen | Vistal Laczpol Gdansk | 10.04.10                | 02.05.10                 | 57 : 46 |
| Frisch Auf Göppingen | Vistal Laczpol Gdansk | 29 : 24 (16 : 12)       | 28 : 22 (13 : 13)        | 57 : 46 |
| Frisch Auf Göppingen | Vistal Laczpol Gdansk | Göppingen 900 Zuschauer | Gdansk 1000 Zuschauer    | 57 : 46 |
| HC Metalurg          | Buxtehuder SV         | 10.04.10                | 28.04.10                 | 50 : 52 |
| HC Metalurg          | Buxtehuder SV         | 22 : 21 (11 : 12)       | 28 : 31 (12 : 15)        | 50 : 52 |
| HC Metalurg          | Buxtehuder SV         | Skopje 800 Zuschauer    | Buxtehude 1500 Zuschauer | 50 : 52 |

## Finale
Es nahmen die 2 Sieger aus dem Halbfinale teil. Das Hinspiel fand am 16. Mai 2010 statt. Das Rückspiel fand am 23. Mai 2010 statt.

## Qualifizierte Teams
| - Frisch Auf Göppingen | - Buxtehuder SV |

## Ausgeloste Spiele & Ergebnisse
| Mannschaft 1         | Mannschaft 2  | Hinspiel                 | Rückspiel                | Gesamt  |
| -------------------- | ------------- | ------------------------ | ------------------------ | ------- |
| Frisch Auf Göppingen | Buxtehuder SV | 16.05.10                 | 23.05.10                 | 54 : 68 |
| Frisch Auf Göppingen | Buxtehuder SV | 28 : 40 (16 : 19)        | 26 : 28 (15 : 16)        | 54 : 68 |
| Frisch Auf Göppingen | Buxtehuder SV | Göppingen 2200 Zuschauer | Buxtehude 1600 Zuschauer | 54 : 68 |